# Jackson Park LIC
Jackson Park LIC ist ein Hochhauskomplex im Stadtbezirk Queens in New York City, Vereinigte Staaten. Der Komplex ist Teil des Bauprojekts Tishman LIC Development der Immobiliengesellschaft Tishman Speyer Properties und besteht aus drei Wohnhochhäuser, einem Clubhaus und einem Park mit Freizeiteinrichtungen.

## Beschreibung
Der Jackson Park befindet sich im Stadtteil Long Island City an der Queens Plaza und belegt zwei Stadtblocks an der Jackson Avenue zwischen dem Queens Boulevard und der Orchard Street. Direkt angrenzend verlaufen südöstlich die Gleise der Long Island Rail Road (LIRR) sowie nordöstlich die Hochbahn der Linie  der New York City Subway. Über die Queens Plaza gelangt man zur nahen Queensboro Bridge. Die nächstgelegene U-Bahn-Station ist die direkt vor dem Komplex befindliche Station Queens Plaza, wo die Linien  verkehren.
Der Wohnkomplex wurde von den Architekturbüros Goldstein und Hill & West Architects entworfen. Er wurde von 2015 bis 2018 auf einem früheren zwei Blocks umfassenden Industriegelände errichtet. Bauentwickler sind die Unternehmen Tishman Speyer Properties und H&R Real Estate Investment Trust (HR-REIT) mit einem jeweiligen Anteil von 50 %. Die drei mit Flachbauten verbundenen Wohnhochhäuser umschließen U-förmig eine 6500 m² große private Parkanlage mit zahlreichen Freizeitmöglichkeiten. Der Komplex bietet insgesamt 1871 luxuriöse Mietwohnungen. In der Orchard Street schließt sich an 1 Jackson Park ein fünfstöckiges Club- und Freizeitgebäude an. Betrieben von The Wright Fit befinden sich hier unter anderem ein Innen- und Außenpool, Spielzimmer, ein Golf-Simulator, ein Fitnesscenter, Wellnesseinrichtungen, eine Basketballhalle und ein Squash-Platz. Begrenzt von 1 und 3 Jackson Park steht an der Jackson Avenue das einzige erhalten gebliebene ältere Gebäude des einstigen Industriegrundstücks, die „Jackson Avenue/West Street Substation“ der Metropolitan Transportation Authority (MTA). Gegenüber der Jackson Avenue befindet sich mit dem Bürokomplex The Jacx, auch Gotham Center, bestehend aus drei Bürogebäuden und einer Parkanlage, der andere Teil des Tishman LIC Development.
Der Jackson Park hat in der Nachhaltigkeit die LEEDv4 Silber-Zertifizierung erhalten.

## Hochhäuser

### 3 Jackson Park
3 Jackson Park ist mit seinen 177,1 Metern (581 Fuß) und 54 Stockwerken das höchste Gebäude im Komplex. Es ist mit Stand Februar 2025 das neunthöchste Gebäude in Queens. Der auch unter seiner Projektbezeichnung Tower B1 bekannte Wolkenkratzer steht längs zur Jackson Avenue zwischen den beiden anderen Türmen des Komplexes. Der scheibenartige Turm hat eine glatte hellblaue Glasfassade mit zufällig über die Fassade verteilten schwarzen Glasscheiben. Er beherbergt 650 Mietwohnungen. Im Sockel sind Einzelhandelsgeschäfte untergebracht. Die Adresse lautet 28–30 Jackson Avenue.

### 1 Jackson Park
1 Jackson Park ist 152,6 Meter (501 Fuß) hoch und hat 45 Stockwerke. Er nimmt den 14. Platz in der Liste der höchsten Gebäude von Queens ein. Die Projektbezeichnung lautet Tower A1. Der Wolkenkratzer steht an der Südseite des Komplexes entlang der Orchard Street und bietet 671 Mietwohnungen. Der ebenfalls scheibenartige Turm hat dieselbe hellblaue Fassadenverkleidung mit schwarzen Glasscheiben wie 3 Jackson Park. Die Adresse lautet 28–10 Jackson Avenue. Sein südliches Nachbargebäude ist der 251 Meter hohe Wolkenkratzer The Orchard.

### 2 Jackson Park
2 Jackson Park ist das kleinste Hochhaus im Komplex. Es ist 143,4 Meter (471 Fuß) hoch und hat 43 Stockwerke. Der Wohnturm ist das 18.-höchste Gebäude in Queens. Die Projektbezeichnung lautet Tower B2. Das Gebäude steht entlang des Queens Boulevards am nördlichen Rand des Komplexes an der Queens Plaza. Es hat eine ähnlich hellblaue Fassade wie die anderen beiden Wohntürme, nur ohne die schwarzen Glasscheiben. Das Hochhaus beherbergt 550 Mietwohnungen. Es teilt sich einen gemeinsamen Eingang mit 3 Jackson Park. Die Adresse lautet 28–40 Jackson Avenue.

## Galerie

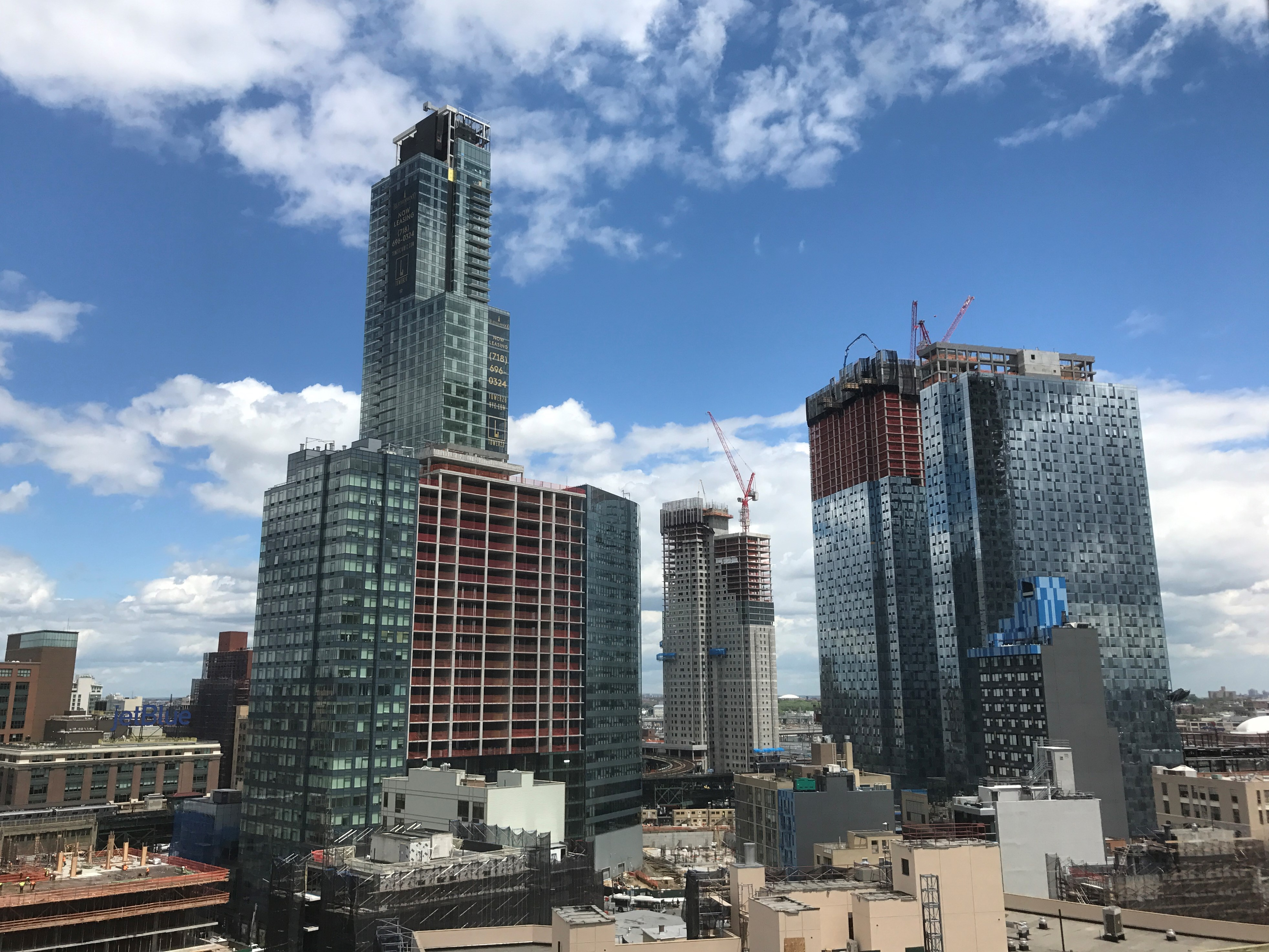
Der Jackson Park im Bau (Mai 2017, rechts)
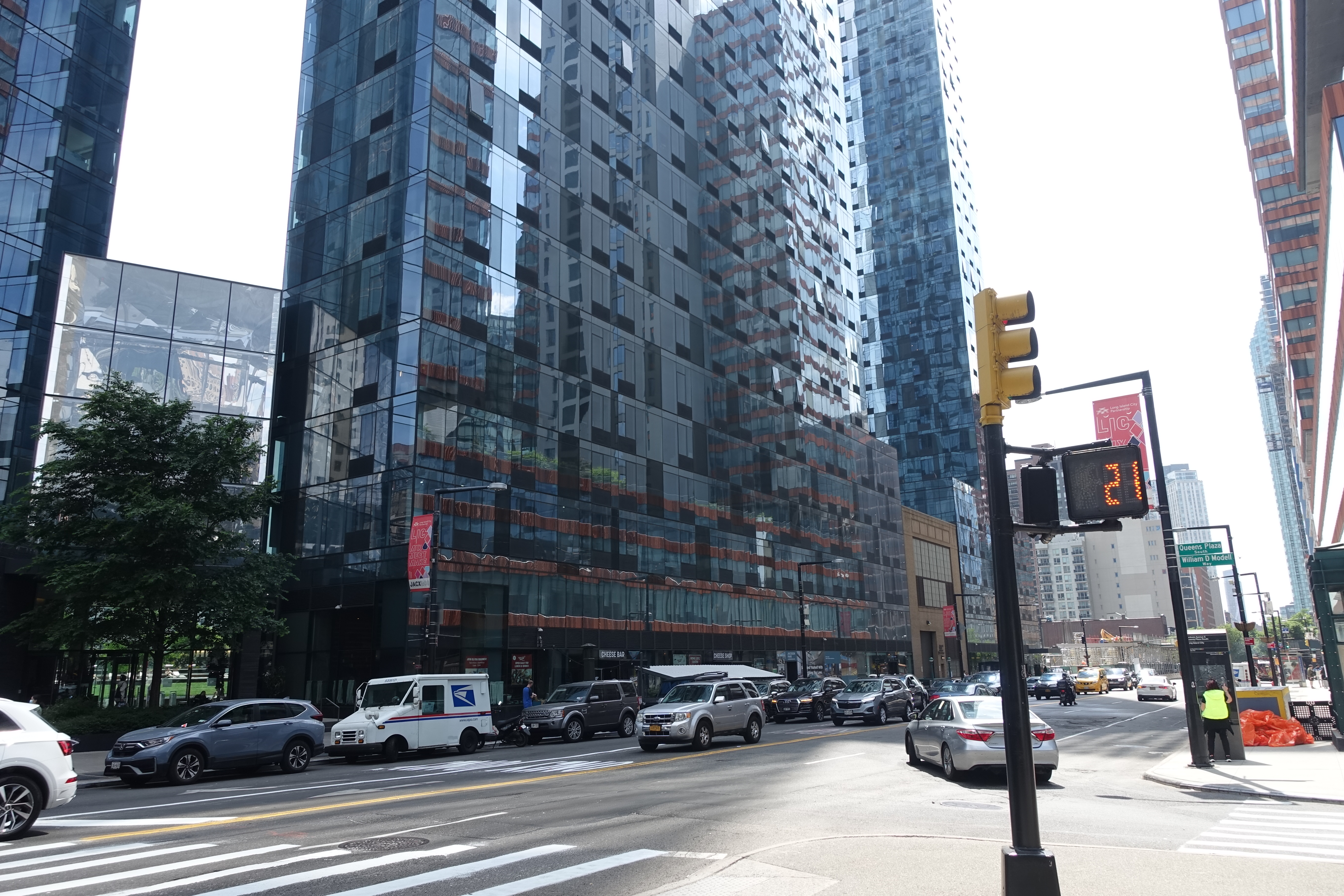
v. l.: Eckeingang, 3 Jackson Park, MTA-Gebäude, 1 Jackson Park
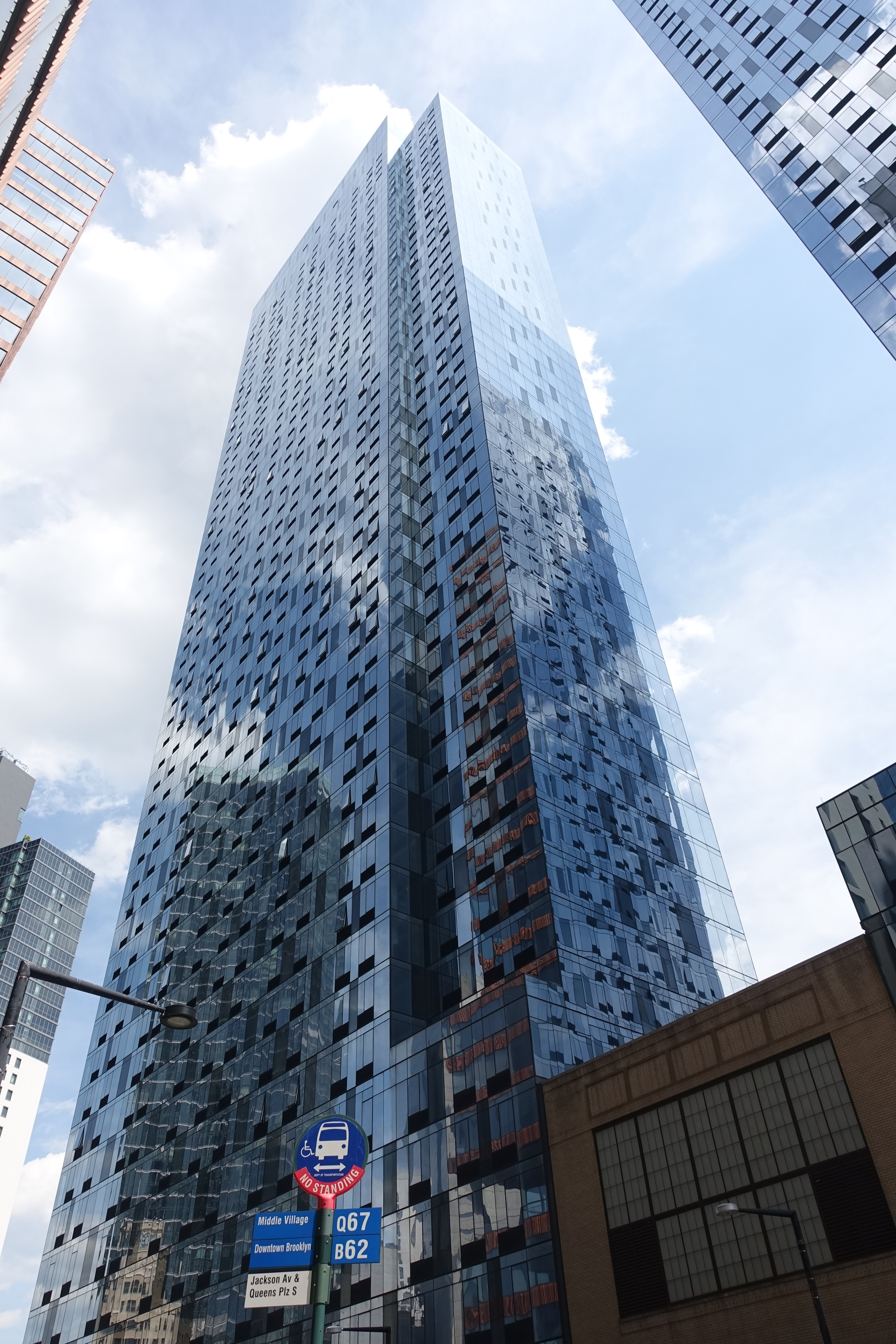
3 Jackson Park im Mai 2023
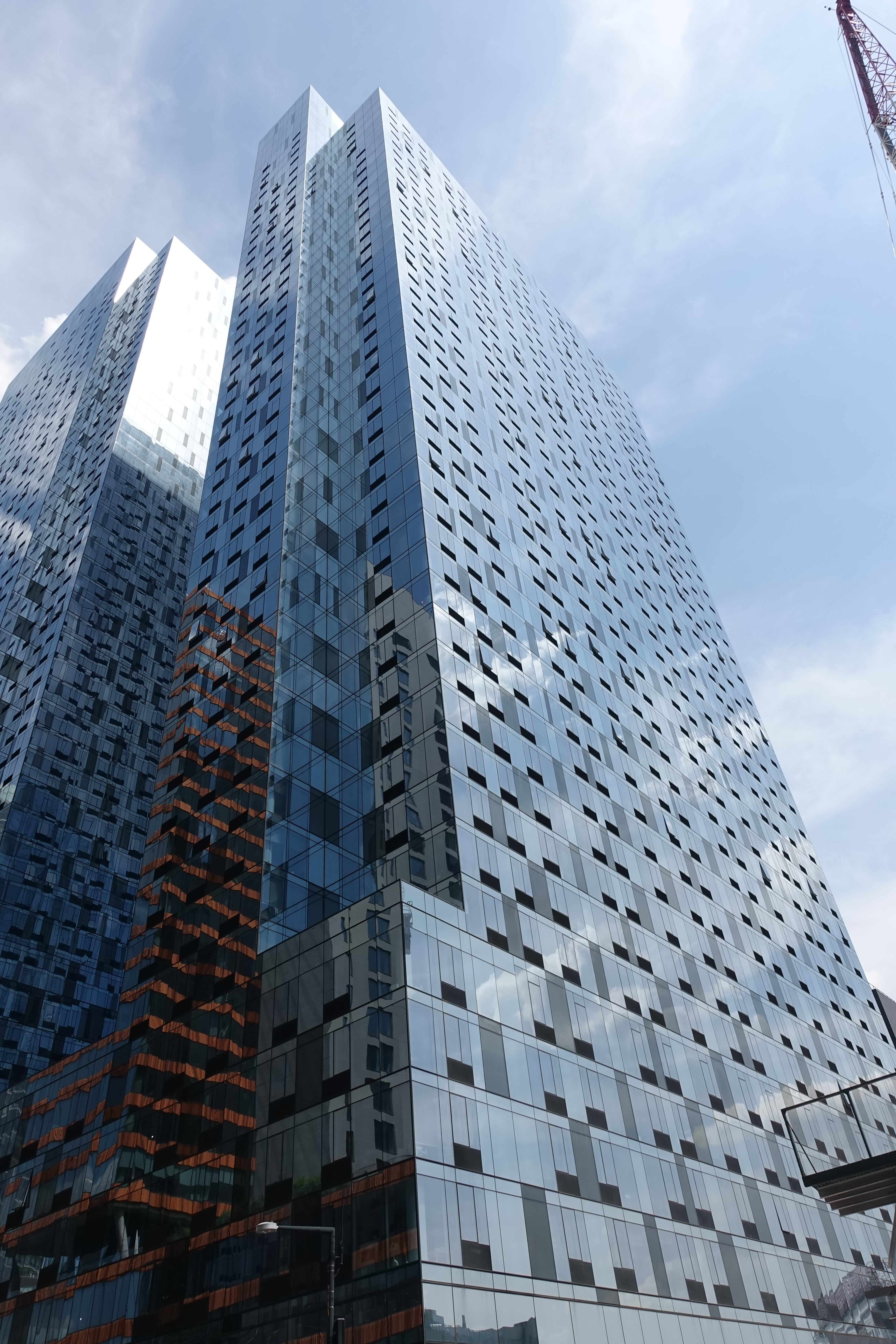
1 Jackson Park
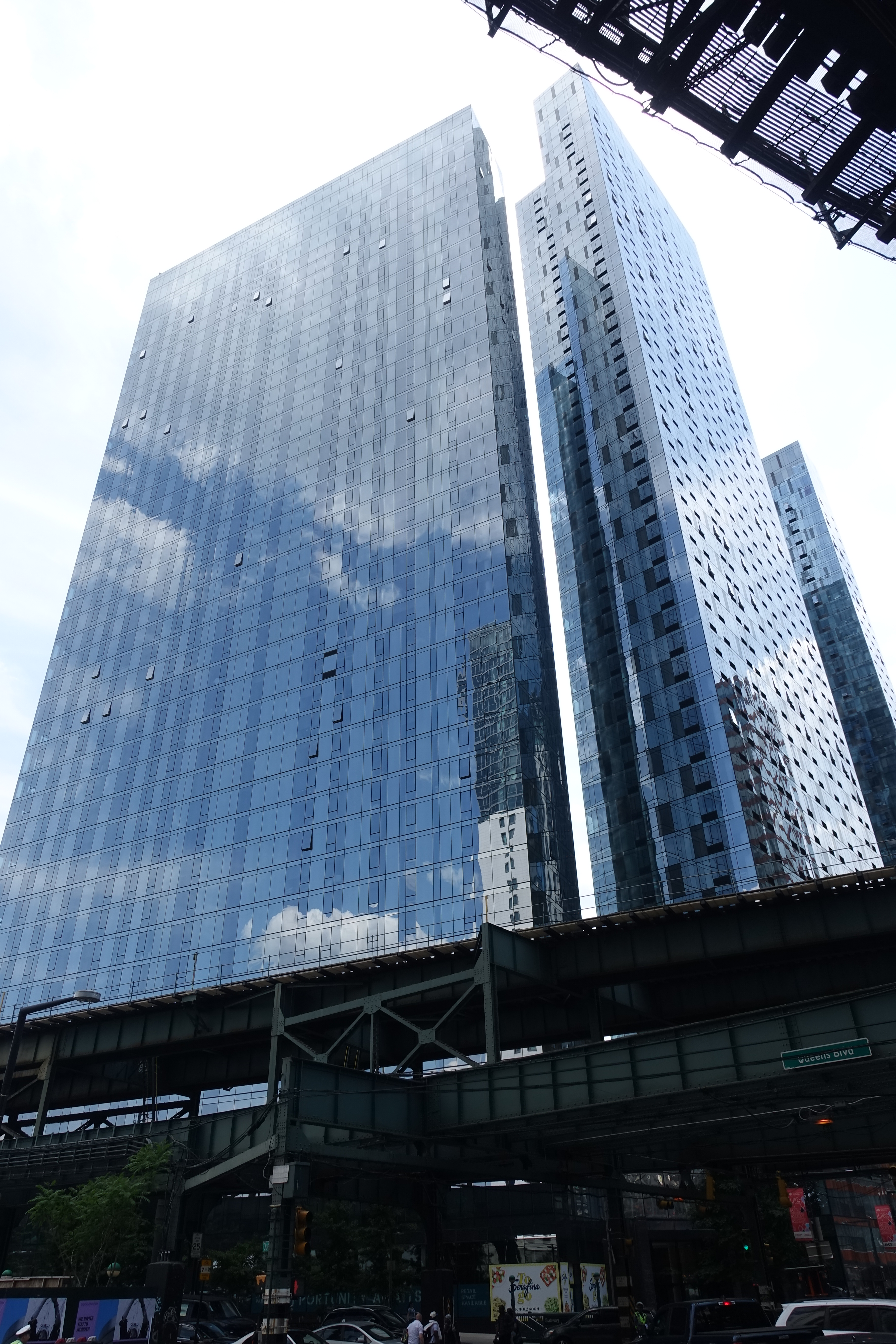
2 Jackson Park (links)
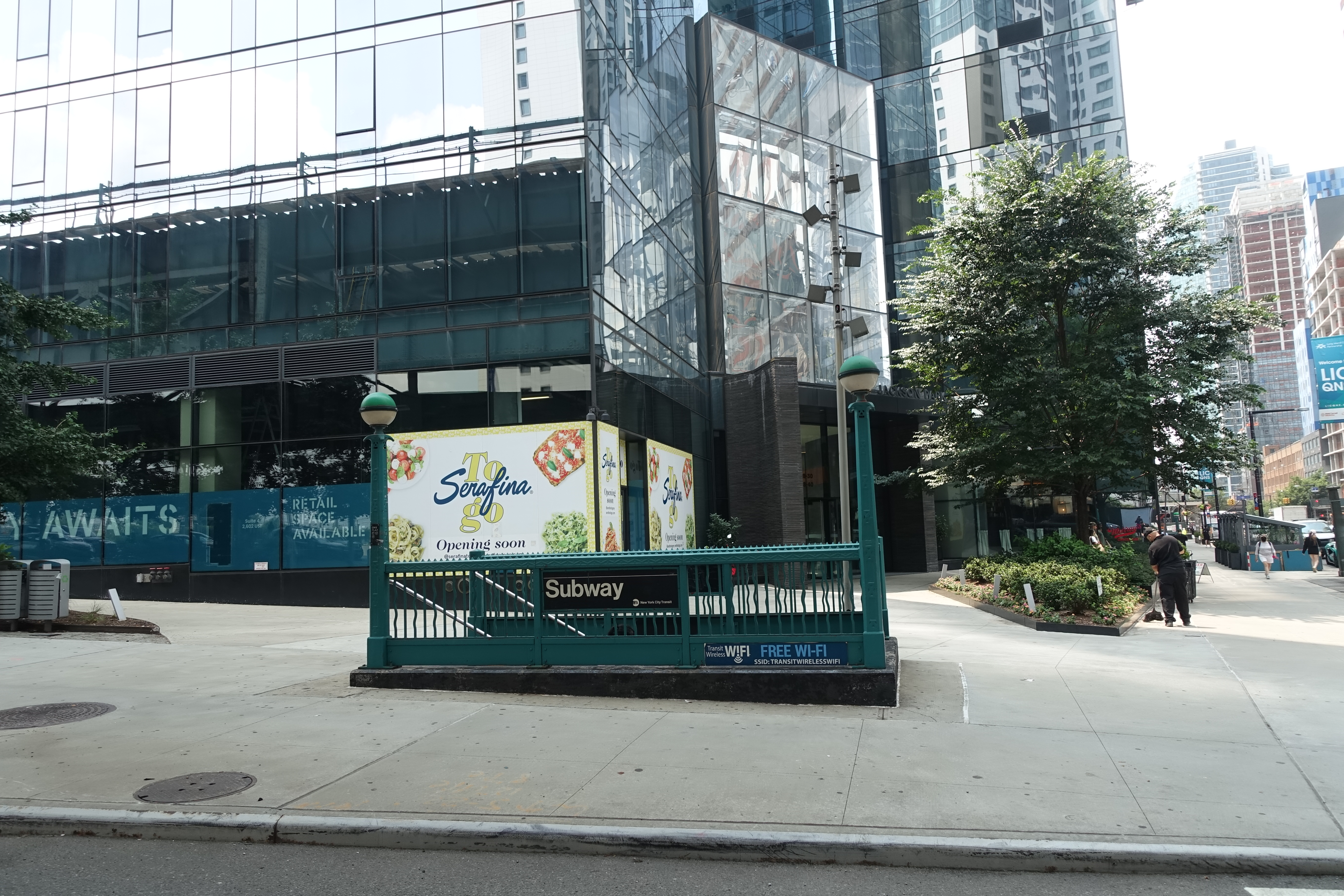
Eckeingangsgebäude zu 2 und 3 Jackson Park, davor ein Zugang zur Station „Queens Plaza“